# Charles VII écrivant ses adieux à Agnès Sorel
Charles VII écrivant ses adieux à Agnès Sorel  ou Charles VII prêt à partir pour aller combattre les Anglais est un tableau peint par Fleury François Richard vers 1804. Il est exposé au Château de Malmaison à Rueil-Malmaison. Il représente Charles VII de France. L'inscription que Charles VII fait par son épée est la suivante :

« Gente Agnes qui tant loin m’évance,

Dans le mien cuer demorera

Plus que l’Anglais en notre France. »

## Histoire
En 2014, une réplique est prêtée au Musée des beaux-arts de Lyon dans le cadre de l'exposition L'invention du Passé. Histoires de cœur et d'épée 1802-1850.